# Covatti Filho
Luis Antonio Franciscatto Covatti (Frederico Westphalen, 25 de julho de 1987), mais conhecido como Covatti Filho, é um bacharel em Direito, produtor rural e político brasileiro filiado ao Progressistas (PP). Atualmente exerce seu segundo mandato de deputado federal pelo Rio Grande do Sul. Até junho de 2021, Covatti Filho apresentou alinhamento de 95% com o governo Bolsonaro nas votações da câmara.

## Biografia
Covatti Filho nasceu em Frederico Westphalen em 1987 e é filho de Vilson Covatti (ex-deputado federal) e de Silvana Covatti (atualmente deputada estadual licenciada).
Na eleição de 2014, apoiando a candidatura não eleita de Ana Amélia Lemos (PP) ao governo do estado, Covatti Filho se elegeu deputado federal. Em seu primeiro mandato, ele cronologicamente votou a favor do PL 4330 da Terceirização; contra a MP 665 (relativa ao seguro desemprego); a favor da MP 664 (relativa à pensão por morte); a favor do Impeachment de Dilma (PT); a favor da cassação de Eduardo Cunha (PMDB); a favor de desobrigar a Petrobras de participar de todos os blocos de exploração do pré-sal; a favor da PEC do Teto de Gastos; a favor da Reforma Trabalhista; a favor de assegurar a prática da vaquejada como manifestação cultural;  a favor da rejeição das denúncias contra Michel Temer (PMDB); a favor da MP da reforma do FIES e a favor da intervenção federal na segurança do RJ. Covatti Filho esteve ausente na votação sobre a reforma do ensino médio.
Na eleição estadual de 2018, o PP apoiou a candidatura eleita de Eduardo Leite (PSDB) ao governo do estado, enquanto Covatti Filho se reelegeu deputado federal. Entretanto, Covatti aceitou o convite do governador para assumir a secretaria de Agricultura, Pecuária e Desenvolvimento Rural, licenciando-se da câmara e permitindo a posse do suplente Ronaldo Santini (PTB). Apenas no final de março de 2021, em uma reforma do secretariado, é que Covatti Filho retornou à câmara, enquanto sua mãe assumiu o cargo dele no governo e Santini assumiu a Secretaria de Turismo. Nesse segundo mandato, Covatti Filho cronologicamente votou a favor que empresas possam comprar vacinas da COVID-19 sem doarem ao SUS; a favor de classificar a educação como "serviço essencial" (possibilitando o retorno das aulas presenciais durante a pandemia); a favor de acabar com o Licenciamento Ambiental para diversas atividades; contra a suspensão de despejos durante a pandemia; a favor da privatização da Eletrobras e a favor de dificultar a  punição por improbidade administrativa.

## Desempenho eleitoral
| Ano  | Eleição                       | Cargo            | Partido | Coligação                    | Suplentes                                     | Votos           | Resultado                                          |
| ---- | ----------------------------- | ---------------- | ------- | ---------------------------- | --------------------------------------------- | --------------- | -------------------------------------------------- |
| 2014 | Estadual do Rio Grande do Sul | Deputado Federal | PP      | PP / PSDB / PRB / SD         | José Otávio Germano (PP), Yeda Crusius (PSDB) | 115.131 (2,09%) | Eleito (19ª pessoa mais votada, 5ª na coligação)   |
| 2018 | Estadual do Rio Grande do Sul | Deputado Federal | PP      | PP / PSDB / PRB / PTB / REDE | Ronaldo Santini (PTB), Ronaldo Nogueira (PTB) | 102.063 (1,86%) | Reeleito (14ª pessoa mais votada, 3ª na coligação) |